# Jamestown (Indiana)
Pour les articles homonymes, voir Jamestown.
Jamestown est une municipalité américaine principalement située dans le comté de Boone en Indiana.
Lors du recensement de 2010, sa population est de 958 habitants. Située sur la rive ouest de l'Eel River, la municipalité s'étend alors sur une superficie de 0,88 mille carré (2,28 km2). Une petite partie de Jamestown se trouve dans le comté de Hendricks : 0,06 mille carré (0,16 km2) et 25 habitants.
Jamestown est fondée en 1832 par James Mallock et John R. Gibson,. À la même époque, elle est brièvement le siège du comté de Boone. Elle se développe grâce à sa situation sur la route d'État entre Indianapolis et Crawfordsville.